# Grete Thomsen
Grete Thomsen, geborene Grete Kuhn (* 23. Juni 1902 in Weidenau; † 26. April 1987 in Lich) war eine deutsche Internistin und Missionsärztin.

## Leben
Grete Thomsen wurde 1902 in Weidenau an der Sieg geboren. Nach Abschluss ihres Medizinstudiums war sie unter anderem im Evangelischen Krankenhaus in Mülheim an der Ruhr sowie an der Universitäts-Hautklinik in Erlangen tätig.
In den Jahren 1933 und 1934 arbeitete sie mit ihrem Mann, dem Chirurgen Martin Thomsen in einer Gemeinschaftspraxis in Gelting.
1934 ging das Ehepaar als Missionarsärzte nach Indonesien, wo sie zunächst auf der Insel Nias bei Sumatra stationiert waren und ein Netz von medizinischen Hilfsstationen aufbauten. Hier nahmen beide nach der Internierungszeit von Martin Thomsen und einer Zwischenstation am Krankenhaus der Diakonissenanstalt in Flensburg (1946–1951) im Jahr 1951 erneut ihre Tätigkeit auf.
1970 wurde Grete Thomsen gemeinsam mit ihrem Mann für das jahrzehntelange humanitäre Engagement mit der Paracelsus-Medaille der deutschen Ärzteschaft ausgezeichnet.